# Interstate 980
Pour les articles homonymes, voir Route 980.
L'Interstate 980 (I-980) est une courte autoroute auxiliaire de 2,03 miles (3,27 km) d'Oakland, en Californie du Nord. Elle relie l'I-580 / SR 24 à l'I-880 près du centre-ville. L'I-980 passe par le Oakland Convention Center et près du Jack London Square. L'I-980 est souvent considérée comme la ligne médiane entre le centre-ville d'Oakland et West Oakland. Elle est officiellement connue comme la John B. Williams Freeway, d'après l'ancien directeur de la Oakland's Office of Community Development.
L'I-980 a été utilisée comme route alternative entre Oakland et San Francisco lorsque le Cypress Viaduct portant l'I-880 s'est effondré lors du tremblement de terre de Loma Prieta en 1989.

## Description du tracé
Bien que l'I-980 se dirige du sud au nord, elle est indiquée comme une autoroute ouest–est comme la SR 24. Immédiatement après que les automobilistes aient quitté l'I-880, l'I-980, alors surélevée, descend pour passer sous les rues du centre-ville. L'autoroute passe ensuite au-dessus de certaines rues avant d'atteindre son terminus est à l'I-580 / SR 24.

## Liste des sorties
| Interstate 980    |              |      |      |        |                                                                 |                                                                          |
| Comté             | Municipalité | mi   | km   | Sortie | Intersections / Destinations                                    | Notes                                                                    |
| Alameda           | Oakland      | 0,00 | 0,00 | 1A     | I-880 sud (Nimitz Freeway) – San José                           | Sortie direction ouest, entrée direction est; sortie 42A de l'I-880 nord |
| Alameda           | Oakland      | 0,00 | 0,00 | 1B     | Jackson Street                                                  | Sortie direction ouest seulement                                         |
| Alameda           | Oakland      | 0,00 | 0,00 | 1A     | 11th Street, 14th Street                                        | Sortie direction est, entrée direction ouest                             |
| Alameda           | Oakland      | 0,00 | 0,00 | 1B     | 17th Street, San Pablo Avenue                                   | Sortie direction est, entrée direction ouest                             |
| Alameda           | Oakland      | 0,54 | 0,87 | 1C     | 12th Street, 11th Street                                        | Sortie direction ouest, entrée direction est                             |
| Alameda           | Oakland      | 0,90 | 1,45 | 1D     | 18th Street, 14th Street                                        | Sortie direction ouest, entrée direction est                             |
| Alameda           | Oakland      | 0,90 | 1,45 | 2A     | 27th Street, West Grand Avenue                                  | Sortie direction ouest, entrée direction est                             |
| Alameda           | Oakland      | 2,03 | 3,27 | 2A     | I-580 (MacArthur Freeway) – San Francisco, Hayward              | Sortie direction est, entrée direction ouest; sortie 19C-D de l'I-580    |
| Alameda           | Oakland      | 2,03 | 3,27 | 2B     | SR 24 (en) est (Grove-Shafter Freeway) – Berkeley, Walnut Creek | Continue au-delà de SR 24                                                |
| - Accès incomplet |              |      |      |        |                                                                 |                                                                          |